# Олд-Гринвіч (Коннектикут)
Олд-Гринвіч (англ. Old Greenwich) — переписна місцевість (CDP) в США, в окрузі Ферфілд штату Коннектикут. Населення — 6962 особи (2020).

## Географія
Олд-Гринвіч розташований за координатами 41°1′13″ пн. ш. 73°34′9″ зх. д. / 41.02028° пн. ш. 73.56917° зх. д. (41.020151, -73.569106).  За даними Бюро перепису населення США в 2010 році переписна місцевість мала площу 9,01 км², з яких 5,14 км² — суходіл та 3,87 км² — водойми.

## Демографія
Згідно з переписом 2010 року, у переписній місцевості мешкало 6611 осіб у 2261 домогосподарстві у складі 1796 родин. Густота населення становила 734 особи/км².  Було 2430 помешкань (270/км²).
Расовий склад населення:
| - 90,4 % — білих - 5,3 % — азіатів - 1,3 % — чорних або афроамериканців - 0,2 % — корінних американців |

До двох чи більше рас належало 2,0 %. Частка іспаномовних становила 4,9 % від усіх жителів.
За віковим діапазоном населення розподілялося таким чином: 33,6 % — особи молодші 18 років, 53,8 % — особи у віці 18—64 років, 12,6 % — особи у віці 65 років та старші. Медіана віку мешканця становила 40,5 року. На 100 осіб жіночої статі у переписній місцевості припадало 92,7 чоловіків;  на 100 жінок у віці від 18 років та старших — 88,1 чоловіків також старших 18 років.
Середній дохід на одне домашнє господарство  становив 341 401 долар США (медіана — 207 500), а середній дохід на одну сім'ю — 388 156 доларів (медіана — 246 513). Медіана доходів становила 206 364 долари для чоловіків та 102 250 доларів для жінок. За межею бідності перебувало 4,2 % осіб, у тому числі 2,9 % дітей у віці до 18 років та 3,1 % осіб у віці 65 років та старших.
Цивільне працевлаштоване населення становило 2835 осіб. Основні галузі зайнятості: фінанси, страхування та нерухомість — 31,7 %, науковці, спеціалісти, менеджери — 18,3 %, освіта, охорона здоров'я та соціальна допомога — 16,6 %.